# Carpediemonas membranifera
Carpediemonas membranifera (лат.) — вид протистов из клады Metamonada группы экскават. Представляет собой небольшой жгутиконосец, который был первоначально изолирован от анаэробного приливного осадка. Группа отдалённо связана с дипломонадами.